# Batalla de Lobositz
La batalla de Lobositz o Lovosice o Lowositz fou un enfrontament armat que es produí el primer d'octubre de 1756 que donà inicia a la Tercera Guerra Silèsia i a la Guerra dels Set Anys en general. 33.000 austríacs sota el comandament del comte Ulysses Maximilian von Browne van impedir que els 28.000 prussians de Frederic el Gran continuessin la seva invasió de la rica planura bohèmia, i van obligar Frederic a retirar-se cap al nord, a Saxònia, per passar l'hivern.

## Prolegòmens
Com a partidari d'accions preventives, el 29 d'agost de 1756, Frederic el Gran va envair Saxònia amb la major part de l'exèrcit prussià, contra el consell dels seus aliats britànics. Ni l'exèrcit saxó ni l'exèrcit austríac estaven preparats per a la guerra. L'exèrcit saxó va adoptar una posició defensiva forta a prop de Pirna i Frederic no va tenir altra opció que aïllar la plaça i intentar forçar-ne la rendició. Mentrestant, en adonar-se que el setge trigaria un temps, es va veure obligat a deixar una força de cobertura al voltant de Pirna i dirigir-se cap al sud a través del Mittelgebirge del nord de Bohèmia per establir una base d'hivern a la rica plana bohèmia.
Un exèrcit austríac sota el mariscal de camp von Browne havia preparat una base fortificada a Budin per bloquejar els moviments prussians en sortir de les muntanyes. Browne havia estat en comunicació secreta amb el primer ministre saxó, el comte Heinrich von Brühl, i havia planificat una missió de rescat a la riba dreta de l'Elba a Königstein, a prop de Pirna, per ajudar l'exèrcit saxó a escapar a través del riu i unir-se als seus aliats. El 28, Browne va rebre un a acceptació entusiasta de Brühl de la seva proposta; la trobada de les dues forces havia de ser la nit de l'11 al 12 de setembre.
Mentrestant, Frederic i els seus 28.000 homes travessaven les muntanyes cap a la plana bohèmia. La intel·ligència de Browne l'advertí que els prussians sortirien de les muntanyes a Lobositz, l'actual Lovosice a la República Txeca, a uns quilòmetres al nord-oest de la seva base fortificada a Budin. Va fer tornar la petita força de socors a l'Elba i s'afanyà amb 33.000 homes fins a Lobositz el dia 28, per plantejar una emboscada a Frederic mentre sortia dels passos muntanyencs.

## Batalla
L'exèrcit austríac va ocupar posicions defensives sobre un volcà extint per sobre de Lobositz, el Lobosch, desplegant els seus croats entre les vinyes amurades que cobrien els flancs inferiors d'aquest turó. Aquests, al seu torn, van comptar amb el suport de 7.800 soldats d'infanteria regular sota el comandament de Franz Moritz von Lacy, amagats de la vista del costat oriental de la muntanya. Davant de la ciutat, Browne va establir una força relativament petita de batallons de cavalleria i granaders com a esquer. Al darrere d'aquests i amagat per una carretera enfonsada, va col·locar emboscats més croats i granaders, i al darrere encara va col·locar una brigada de reserva de cuirassers. Al sud, Browne amagà la major part del seu exèrcit a l'altra banda d'un pantà delimitat pel Morellenbach. Va fer que els seus batallons s'acotessin a l'herba alta i amagà els esquadrons de cavalleria darrere del bosc d'una reserva de caça al costat del poble de Sullowitz. En aquest poble també va col·locar alguns batallons d'infanteria i artilleria. La major part del seu exèrcit quedava amagat dels prussians per la boira del matí i el terreny.
El matí del primer d'octubre, amb forta boira, els prussians de Frederic es van apropar a Lobositz en columna. Desconeixien completament que estaven a punt de caure en la trampa. Els austríacs irregulars al Lobosch van començar a disparar contra ells i Frederic va enviar l'duc de Brunsvic-Bevern amb set batallons d'infanteria per tal de fer-los fora. El centre de la posició prussiana entre les dues muntanyes, el Lobosch al nord i l'Ovcin al sud, estava dominat per un esperó baix anomenat Homolka. Els pocs croats que el defensaven van ser perseguits i els prussians van desplegar una bateria d'artilleria pesant al seu voltant. Des de l'Homolka, en la boira que es dissolia lentament, Frederic i el seu estat major van creure que la plana que s'estenia al seu davant estigués ocupada per només unes poques unitats de cavalleria. El seu consens era que Browne estava en retirada i acabava de deixar aquesta petita protecció posterior.
La bateria prussiana a Homolka va començar a disparar contra la cavalleria que hi havia a sota, els comandants de la qual l'havien estat movent contínuament per no oferir un objectiu estàtic. Aquesta cavalleria estava formada pels dragons Kaiser Franz, genets combinats de companyies d'elit i dos petits regiments d'hússars (Hadik i Baranyay). Mentrestant, la principal força d'infanteria de Frederic va començar a desplegar-se entre el turó de Homolka i el de Lobosch. Tenien el suport de diverses línies de la força principal de cavalleria prussiana, més de 10.000 en total, a l'estreta vall que hi havia al darrere; els costats escarpats i coberts de vinyes no eren adequats per al desplegament normal de cavalleria del segle xviii a les ales de l'exèrcit.
A mesura que la boira s'elevava, una bateria amagada de canons pesants austríacs davant de Lobositz (12 lliures i obusos) va començar a disparar contra la infanteria prussiana exposada. El comandant d'artilleria de Frederic, Karl Friedrich von Moller, va dur la resta del seus canons pesants i obusos a l'esquerra prussiana per respondre a aquesta nova amenaça. Però durant les hores següents, la infanteria prussiana (que, aparentment i a diferència dels austríacs, va romandre dempeus en fileres properes) va patir greus baixes.
Amb voluntat d'acabar d'eliminar el que creia que era una molesta rereguarda, Frederic ordenà una càrrega de cavalleria limitada al turó per fer-ne fora els austríacs. Dirigits pel tinent general Kyau, uns 1.200 cuirassers prussians van carregar contra la cavalleria austríaca i la van fer recular cap a l'Elba. Més endavant, però, els esquadrons prussians van trobar-se amb la carretera enfonsada entre Lobositz i el Morellenbach, en la qual estaven amagats diversos centenars de croats i granaders austríacs. Els cuirassers prussians també es van veure sorpresos pel considerable foc procedent del seu flanc dret, de les bateries d'artilleria i de la infanteria amagades al poble de Sullowitz. La cavalleria prussiana supervivent avançava desordenament a través de la carretera enfonsada, pressionada a la dreta i a l'esquerra, i finalment fou atacada per una brigada oculta de 1300 cuirassers austríacs (els regiments de Cordua i Stampach sota el comandament de Karel Adam Felix von Lobkowitz). Les tropes prussianes es van retirar amb considerables baixes cap a l'Homolka.
Aquest sorprenent contratemps va fer veure a Frederic que no s'enfrontava a una força de rereguarda, sinó a tot l'exèrcit austríac desplegat en una posició forta i que amenaçava els seus flancs. A més, l'acció de l'esquerra prussiana al turó de Lobosch també va mostrar que estava molt més defensat del que preveia Frederic. Bevern no va aconseguir foragitar els croats de les vinyes, que durant tot el matí havien estat reforçats per la infanteria de Lacy.
En veure humiliats i refusats els seus companys, el general Gessler, el cap de cavalleria de Frederic, es va decidir a ordenar una càrrega general amb tots els seus esquadrons. Gessler estava molest per l'esbroncada que li havia fet Frederic uns dies abans i volia compensar-ho. Així, va fer passar els seus 7.200 soldats a través de les línies de la infanteria prussiana i va dirigir una gran càrrega. En veure aquesta maniobra, Frederic va exclamar: «Déu meu, què fa la meva cavalleria! Atacen per segona vegada i ningú ha donat aquesta ordre!» Els resultats foren els mateixos que amb la primera càrrega, però a escala més gran. Les esquadres prussianes foren escombrades pels flancs per l'artilleria i la infanteria ocultes i van rebre un contraatac de la cavalleria austríaca, ara reforçada. Alguns cuirassers prussians van intentar lluitar pel Morellenbach per arribar als principals canons austríacs, però els seus cavalls estaven tan esgotats que no van poder pujar a la riba de l'altra banda i van ser escombrats pels batallons austríacs (ara dempeus) a la part superior. Al final, tota la cavalleria de Frederic va haver de retirar-se.
Com en una altra de les seves primeres batalles, Mollwitz, Frederic estava convençut en aquest moment que havia perdut el combat i abandonà el camp de batalla. En aquella altra batalla, quinze anys abans, fou la cavalleria que el va decebre. Aquesta vegada es va retirar al llogaret de Wchinitz darrere de la seva primera línia i va deixar el comandament de la batalla a Bevern i al príncep Ferran de Brunsvic. Bevern no estava tan desanimat. Els seus set batallons a Lobositz havien gastat totes les municions sense foragitar els croats de les vinyes. Va agafar més batallons del centre prussià i els va llançar a la lluita sobre el turó. Quan els seus homes, poc acostumats a aquesta mena de combat en terreny irregular, li van dir que s'havien quedat sense munició, va respondre: «Què? Que no teniu baionetes? Escombreu tots aquests gossos!», i va dirigir una càrrega turó amunt. Els austríacs i croats al Lobosch també s'havien quedat sense munició i havien lluitat tot el dia. Van començar a replegar-se lentament cap a la vila, defensant-ne les portes. Però el comandant d'artilleria prussià, von Moller, va ordenar als seus obusos incendiar la ciutat i expulsar-ne els defensors. Centenars de ferits austríacs i fins i tot prussians capturats van acabar cremats a Lobositz.
Era ja l'hora de la posta de sol (17.42 en aquesta època de l'any a aquesta latitud) i els dos bàndols, després d'haver lluitat durant tot el dia, van deixar de disparar. Browne va portar tota la seva ala dreta amb seguretat a través de Lobositz i el Morellenbach. Els dos exèrcits van preparar el bivac per a la nit. Browne havia perdut uns 2.900 homes durant la batalla. Els prussians, que havien perdut aproximadament la mateixa quantitat, esperaven haver de reprendre la lluita l'endemà, aquesta vegada atacant a través dels aiguamolls del Morellen. Però durant la nit Browne, després d'haver acomplert el seu objectiu immediat d'aturar l'avanç de Frederic, va ordenar la retirada cap a les línies preparades de Budin. No va ser fins a última hora d'aquella nit que Bevern i Brunswick van convèncer el rei prussià que no ho havia perdut tot. L'endemà al matí, va veure que Browne s'havia retirat durant la nit,i va quedar molt alleujat. Es diu que Frederic va comentar que «Aquests ja no són els mateixos austríacs d'abans».

## Conseqüències
Els dos bàndols van perdre aproximadament el mateix nombre d'homes, uns 2.900, cosa que va ser més greu per a l'exèrcit prussià, inicialment més petit. Frederic, encara nerviós, va decidir que la seva única opció política era proclamar Lobositz com a victòria, d'acord amb les regles de la guerra del segle xviii (ja que Browne havia abandonat el camp de batalla). Tanmateix, Browne havia fet exactament el que s'havia proposat: aturar Frederic a Lobositz i cobrir ela seva travessa de l'Elba més amunt per anar a rescatar l'exèrcit saxó a Pirna. De fet, Frederic, tot i que havia quedat amo del camp de batalla no va avançar mai més enllà de Lobositz i en dues setmanes havia ordenat una retirada general cap a Saxònia. Així doncs, estratègicament, amb el seu exèrcit intacte, Bohèmia segura i el camí cap al nord lliure, es podria considerar que Browne havia obtingut una victòria estratègica a Lobositz.
Després, Browne va dirigir la seva missió de rescat al nord, amb una força de 8.000 homes, a la dreta de l'Elba. Tot i que patia de tuberculosi, Browne va conduir ell mateix els seus homes a través de la pluja i les muntanyes per arribar al seu punt de trobada, Königstein, en la data exacta en què va prometre als saxons, l'11 d'octubre. Tanmateix, els saxons no havien mantingut l'acord de travessar l'Elba a Königstein en aquesta data. El comte Bruhl estava negociant amb els prussians per aconseguir un millor tracte i va enviar peticions de paciència a Browne. Cap al dia 14, els prussians, finalment alertats de la presència dels austríacs que esperaven a la riba dreta davant de Königstein, havien travessat amb una força de bloqueig. En aquell moment, Bruhl i el rei saxó August III, així com l'estat major general saxó, van lliurar tot l'exèrcit saxó a Frederic, amb uns acords de compensació bastant lucratius. Tots els regiments saxons es van incorporar sencers a l'exèrcit prussià (com a regiments d'infanteria 50 a 59). Tot i això, aquest cop politicomilitar es va demostrar de curta durada, atès que la majoria dels regiments d'infanteria havien desertat al cap d'un any.
Browne va dur la seva força de rescat de manera segura a la base de Budin, havent fracassat en la seva missió, però no per culpa seva. A final d'octubre, tot l'exèrcit prussià s'havia retirat de Bohèmia i de nou a través de l'Elba per hivernar a Saxònia. De manera que en acabar 1756, el primer any de la Guerra dels Set Anys, la situació estava en punt mort, però Àustria havia quedat en una bona situació estratègica per al 1757.